# Fuyajo
Fuyajo ((不夜城), ook bekend als Sleepless Town, is een Hong Kong - Japanse filmcoproductie die in 1998 werd uitgebracht. De film werd geregisseerd door Lee Chi-Ngai  met cinematografie van Arthur Wong. De film won twee prijzen op de Hong Kong Film Awards, één voor beste cinematografie door Arthur Wong en één voor beste art direction door Yohei Taneda. De film is gebaseerd op de misdaadroman van Seishu Hase.

## Rolverdeling
| Acteur            | Personage     |
| ----------------- | ------------- |
| Takeshi Kaneshiro | Kenichi Ryuu  |
| Mirai Yamamoto    | Natsumi Sato  |
| Kippei Shiina     | Wu Fu-chun    |
| Sihung Lung       | Yang Weimin   |
| Eric Tsang        | Yuan Chenggui |
| Kathy Chow        | Xiu Hong      |

## Korte samenvatting
Fuyajo gaat over Kenichi die worstelt binnen de gangsterwereld in Kabukicho, waar drie rivaliserende gangs strijden om de macht. Hij wordt door de lokale bevolking veracht als een "nep" Japanner, aangezien hij half Taiwanees en half Japans is. Het gerucht gaat dat zijn voormalige partner-in-crime, Fu-Chun, is teruggekeerd naar Kabukicho, nadat hij jaren eerder was gevlucht omdat hij de nummer twee van gangsterbaas Yuan had vermoord. Yuan wil wraak nemen en probeert dat te doen door Kenichi te gebruiken. Ondertussen duikt Fu-Chuns vriendin Natsumi Sato op om iets aan Kenichi te verkopen.